# Physische Karte

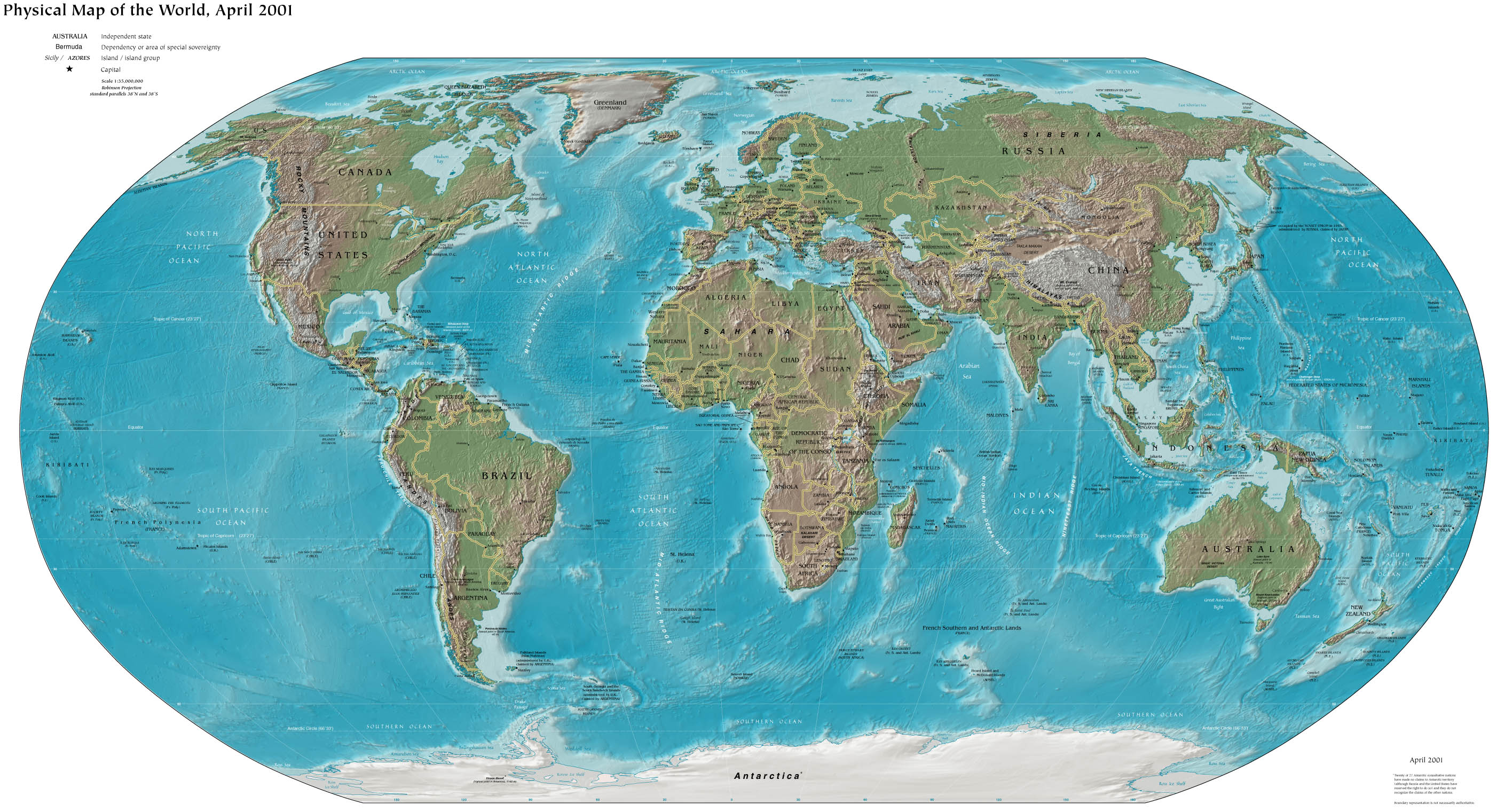
Physische Karte der Erde

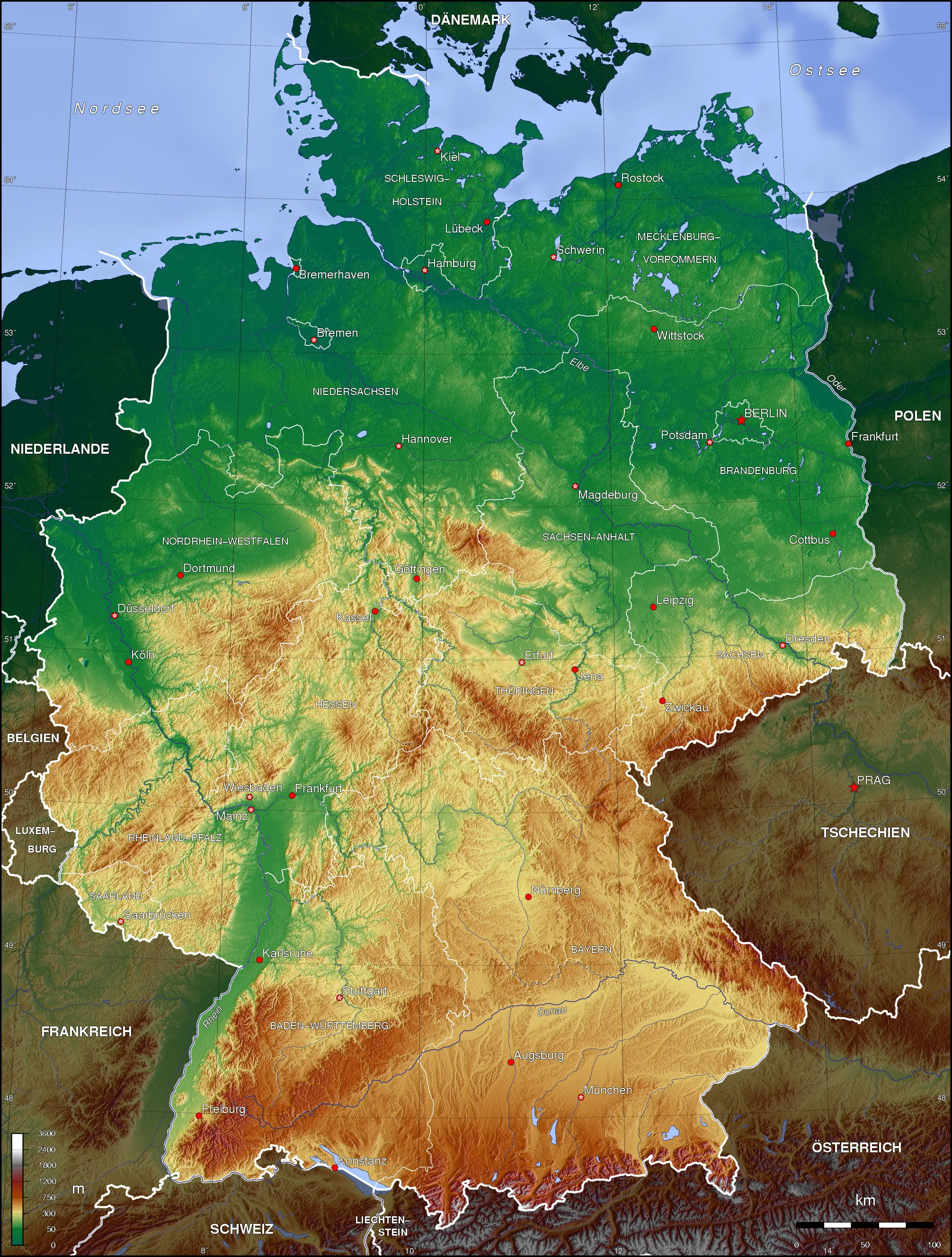
Physische Karte von Deutschland

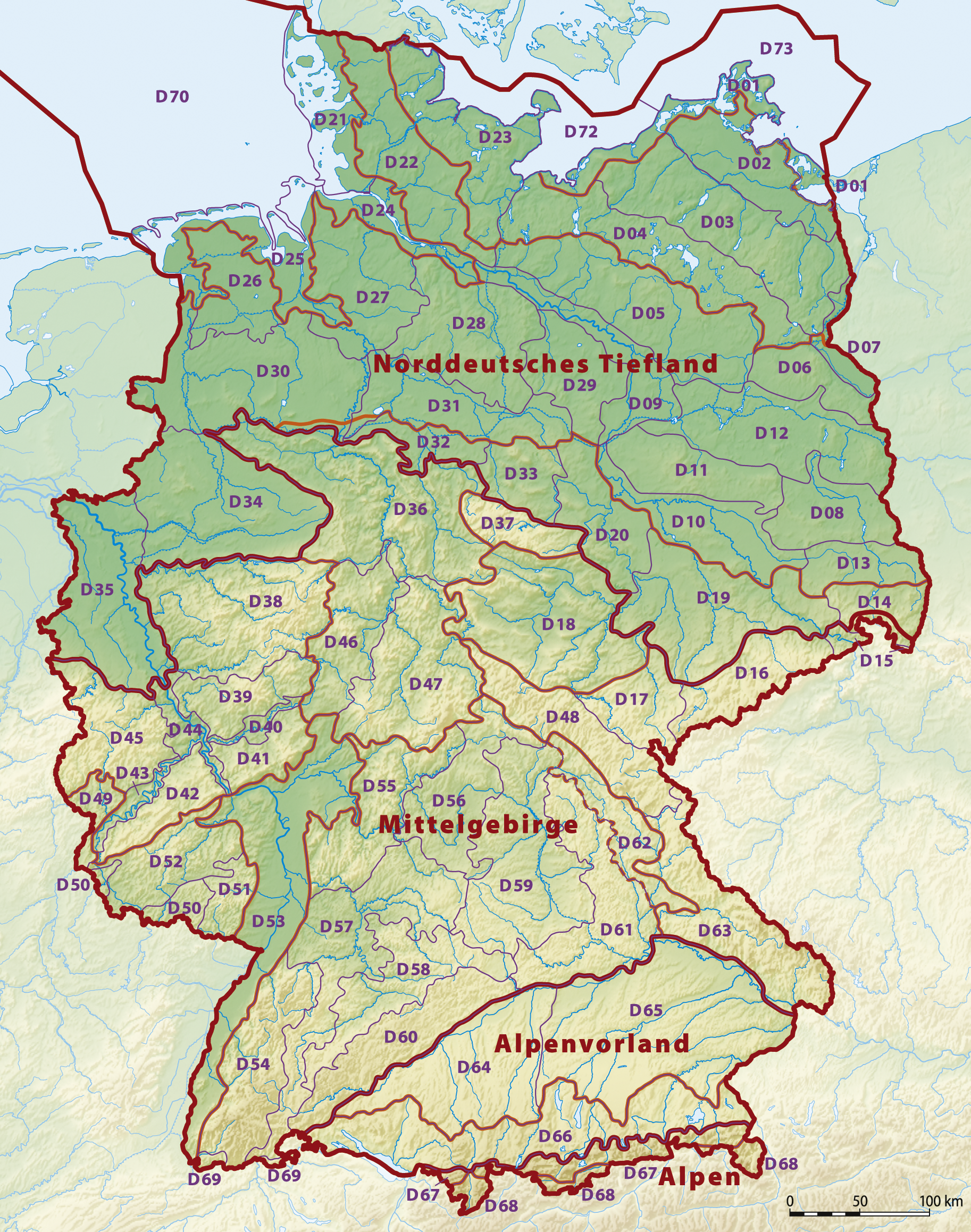
Übersichtskarte der naturräumlichen Großräume Deutschlands. Unterlegt ist eine physische Karte.

Als eine physische Karte bezeichnet man eine Karte, welche die großräumige Beschaffenheit der Erdoberfläche (Küsten, Gebirge, Ebenen, große Flüsse usw.) darstellt. Ihre Einfärbung (bzw. Farbcodierung) basiert meist auf dem Relief der Erdoberfläche. Die Landfläche kann von grün (niedrige Höhen), über braun (höhere Lagen) bis weiß (höchste Hebungen wie nivale Höhenstufe) eingefärbt sein. Auch die Meere können nach Ozeantiefe gefärbt sein und Tiefseegräben durch dunkelblaue Einfärbung hervorheben. Die Farbcodierung liegt jedoch generell beim Kartographen und kann von der hier beschriebenen abweichen.
Darüber hinaus kann eine physische Karte wichtige Verwaltungs- und Staatsgrenzen, wichtige Städte und Verkehrswege beinhalten sowie die Bezeichnungen (Namen) von Staaten, Landschaften, Gewässern und größeren Orten angeben.
Folgende Bezeichnungen werden manchmal als Unterscheidung zur physischen Karte, manchmal aber auch synonym zu ihr verwendet:
- Reliefkarte (Relief = alt-frz. Überbleibsel, bzw. aufheben, aufrichten),[1]
- topographische Karte (alt-gr. topos = Ort).
- Allgemein-geographische Karte (maßstabsgebunden markante Merkmale: Relief, Hydrografie, politische Grenzen, Siedlungen und Verkehrswege).

Die Bezeichnung physische Karte wird oft in Schulatlanten verwendet. Bekannte Werke sind beispielsweise nach den Kartografen Carl Diercke oder Hermann Haack benannt.
Im Unterschied zu einer physischen Karte wird oft die thematische Karte gesehen, welche ein bestimmtes Thema darstellt, beispielsweise das Makrorelief (eine Mischung aus den absoluten- und relativen Höhen), die Bevölkerungsdichte von unterschiedlichen Gebieten, und seltener die natürliche Beschaffenheit der Erde. Diese Unterscheidung beruht auf der Einteilung der Geographie in die physische Geographie und die Humangeographie. Jedoch werden natürlich auch physisch-geographische Themen anhand von thematischen Karten dargestellt (bspw. geologische Karte, Bodenkarte, Wetterkarte etc.). So genommen ist die physische Karte auch eine thematische Karte, da sie das Thema physische Beschaffenheit der Erdoberfläche darstellt.